# Parc d'État de Mueller
Pour les articles homonymes, voir Mueller.
Le parc d'État de Mueller (en anglais : Mueller State Park) est une aire protégée américaine située dans le comté de Teller, au Colorado. Ce parc d'État de 20,7 km2 a été créé en 1988.
Le parc propose de nombreuses activités de plein air. Il y a 89 km de sentiers, vélo, camping toute l'année, chasse, randonnée, équitation. Le parc est ouvert en hiver et la raquette, la luge et le snowtubing sont également autorisés. Le parc abrite une variété d'animaux tels que les wapitis, les ours noirs, les aigles, les faucons et les mouflons d'Amérique.